# فرانك إدواردز
فرانك إدواردز (23 مايو 1885 في المملكة المتحدة - 10 يوليو 1970 في المملكة المتحدة) (بالإنجليزية: Frank Edwards)‏ هو لاعب كريكت بريطاني (وحمل سابقاً جنسية المملكة المتحدة لبريطانيا العظمى وأيرلندا). لعب مع نادي مقاطعة سري للكريكت ‏ وBuckinghamshire County Cricket Club ‏ والمقاطعات الوطنية للكريكيت الإنجليزي والويلزي ‏.

## وصلات خارجية
- فرانك إدواردز على موقع إي آس بي آن كريك إنفو (الإنجليزية)